# Willi-Weise-Projekt
Das Willi-Weise-Projekt ist eine deutsche Wählervereinigung.

## Ziele
Das Willi-Weise-Projekt wird durch das Kuratorium Neue Demokratie organisiert. Vorstand dieses Kuratoriums ist Friedrich Schönbeck. Ziele dieser Organisation sind unter anderem ein bedingungsloses Grundeinkommen, mehr direkte Demokratie und kein Fraktionszwang.
Willi Weise ist eine Kunstfigur, deren Name auf die Begriffe Wille und Weisheit anspielen soll.
Zur Bundestagswahl 2009 erreichte keiner der 76 Kandidaten des Projektes ein Direktmandat. Nur zwei der 59 auf abgeordnetenwatch.de gelisteten Direktkandidaten erreichten in ihrem Wahlkreis ein Prozent der Stimmen oder mehr.
Bei der Bundestagswahl 2013 trat das Willi-Weise-Projekt mit 74 Direktkandidaten an.